# Късоносо куче
Късоносото куче (Squalus megalops) е вид акула от семейство Squalidae.

## Разпространение и местообитание
Този вид е разпространен в Австралия (Виктория, Тасмания и Южна Австралия), Ангола, Виетнам, Габон, Гвинея, Демократична република Конго, Западна Сахара, Испания, Китай, Мавритания, Мавриций, Мадагаскар, Мароко, Мозамбик, Намибия, Нова Каледония, Португалия, Провинции в КНР, Северна Корея, Тайван, Южна Африка (Западен Кейп, Източен Кейп, Квазулу-Натал и Северен Кейп), Южна Корея и Япония.
Обитава крайбрежията на океани, морета и заливи в райони с тропически и умерен климат. Среща се на дълбочина от 23 до 1185 m, при температура на водата от 4,6 до 20,9 °C и соленост 34,4 — 36,1 ‰.

## Описание
На дължина достигат до 76 cm.
Продължителността им на живот е около 32 години.